# Stepping into Tomorrow
Stepping into Tomorrow è un album di Donald Byrd, pubblicato dalla Blue Note Records nel 1975. Il disco fu registrato l'11 ottobre-dicembre 1974 al The Sound Factory di Los Angeles, California (Stati Uniti).

## Tracce
Brani composti da Larry Mizell, tranne dove indicato
Lato A
1. Stepping into Tomorrow – 5:11
2. Design a Nation – 4:19
3. We're Together – 4:23
4. Think Twice – 6:10 (Sigidi Bashir Abdullah, Larry Mizell, Mbaji)

Lato B
1. Makin' It – 3:45 (Harvey Mason, Larry Mizell)
2. Rock and Roll Again – 6:09
3. You Are the World – 4:29
4. I Love the Girl – 3:53 (Donald Byrd)

## Musicisti
- Donald Byrd - tromba solista, flicorno, voce solista
- Larry Mizell - sintetizzatore ARP, pianoforte elettrico (fender rhodes), conduttore musicale, produttore, compositore
- Larry Mizell - arrangiamenti (tranne brano B4), arrangiamento cori
- Larry Mizell - accompagnamento vocale
- Gary Bartz - sassofono alto, clarinetto
- Jerry Peters - pianoforte acustico, organo
- Donald T. Walker - chitarra
- John Rowin - chitarra (tranne nel brano: Think Twice)
- Ronghea Southern - chitarra (solo nel brano: Think Twice)
- Fonce Mizell - clavinet, tromba
- Fonce Mizell - arrangiamenti (solo nel brano: B4)
- Fonce Mizell - arrangiamento cori
- Fonce Mizell - accompagnamento vocale
- James Carter - whistle (whistling)
- Chuck Rainey - basso elettrico fender
- Harvey Mason - batteria, batá, jew's harp (mouth harp)
- Harvey Mason - arrangiamenti (solo nel brano: B1)
- Mayuto Correa - congas
- Roger Sainte (Stuff 'n Ramjet) - percussioni
- Stephanie Spruill - percussioni
- Sigidi Bashir Abdullah - arrangiamenti (solo nel brano: A4)
- Fred Perrin - arrangiamento cori
- Fred Perrin - accompagnamento vocale
- Kay Haith - accompagnamento vocale (brani: A3 e A4)
- Lorraine Kenner - accompagnamento vocale (brani: A1, A2 e B1)
- Margie Evans - accompagnamento vocale (brano: B3)
- Stephanie Spruill - accompagnamento vocale (brani: A1 e B1)[1][5]